# 天網恢恢疎にして漏らさず
天網恢恢疎にして漏らさず（てんもうかいかいそにしてもらさず）は、古代中国からのことわざ。

## 概要
天の網というのものは広くて、一見その目は粗いように見えるものの、悪人をその目から漏らすということは無いということである。すなわち、天道というものは厳正であり、悪事を行った者は必ず天罰を受けるということである。善は必ず栄えて、悪は必ず滅びるということである。

## 歴史
この言葉は、老子73章からの言葉である。ここでは敢えて行動する人は殺され、敢えて行動しない人は生きることができるとする。世の中の両者には利と害があり、そして天が悪であるとするものは何であるかを知る人はいない。天道というのは争っていないのに勝つことであり、何も言っていないのに応えられ、呼んでいないのにやってきて、とても範囲が広いのによく謀られているものである。天の張り巡らした網というのはとてつもなく範囲が広くて粗いものの、天は少しも見逃してはいないためにこのようになるということである。
魏書と五灯会元にもこの言葉が出てくる。